# 毗伽公主
毗伽公主（?—?），唐代回纥汗国公主。药罗葛氏。
英武可汗磨延啜可敦之妹。唐肃宗至德元年（756年），敦煌王李承寀奉皇帝之命到回鶻借兵平定安史之乱。可汗把毗伽公主嫁给了李承寀来表示和好。唐肃宗封公主为毗伽公主和敦煌王妃。这是唐朝和回纥和亲的开始。